# Bogislav Klingspor
Carl Mauritz Bogislav Klingspor, född 30 oktober 1887 i Medelplana församling, Skaraborgs län, död 26 oktober 1961 i Dagsås församling, Hallands län, var en svensk friherre, militär och hovfunktionär.

## Biografi
Bogislav Klingspor föddes 1887 på Råbäck i Medelplana socken. Han var son till hovmarskalken och riksdagsmannen, greve Carl Klingspor och friherrinnan Sofia Lovisa Silfverschiöld. Klingspor avlade 16 maj 1907 mogenhetsexamen och 28 maj 1910 kansliexamen. Han blev 31 december 1910 underlöjtnant vid Livgardet till häst reserver. Klingspor var från 1911 till 1912 attaché vid generalkonsulaten i Hamburg och Kairo. Han avlade 1914 filosofie kandidatexamen. Klingspor blev 5 december 1914 löjtnant i Livgardets till höst reserv och 31 december 1914 tjänstgörande kammarjunkare. Han blev 31 december 1923 kammarjunkare och 4 november 1926 ryttmästare.  Klingspor utnämndes 6 juni 1913 till riddare av Vasaorden och var även riddare av Sankt Annas orden med guldmedalj samt 1928 till riddare av Johanniterorden.

### Egendom
Klingspor blev 1916 ägare av Öströö slott i Dagsås socken.

### Familj
Klingspor gifte sig 22 januari 1921 i Göteborgs domkyrka med grevinnan Carin Hamilton (1899–1973), dotter till civilingenjören, greve Gustaf Hamilton och Signe Nordvall. De fick tillsammans barnen Agneta Klingspor (1923–2012) som var gift med överste Carl Reuterswärd, direktören och pianisten friherre Baltzar Klingspor (1925–2001), som var svärson till Gösta Åhlén, och Eva Klingspor (1931–2012) som var gift med Jan De Geer af Finspång.